# PZL M-15 (Belphegor)
M-15 – odrzutowy samolot rolniczy konstrukcji polsko-radzieckiej, produkowany na eksport do ZSRR w zakładach WSK-Mielec, znany też pod nieoficjalną nazwą Belphegor (Belfegor – nawiązującą do upiora Luwru), nadaną mu przez Andrzeja Abłamowicza po prezentacji w 1976 roku na Paryskim Salonie Lotniczym na lotnisku Le Bourget. M-15 był jedynym na świecie odrzutowcem rolniczym i jednym z dwóch odrzutowców w układzie dwupłata (pierwszym był Coandă 1910).

## Rozwój

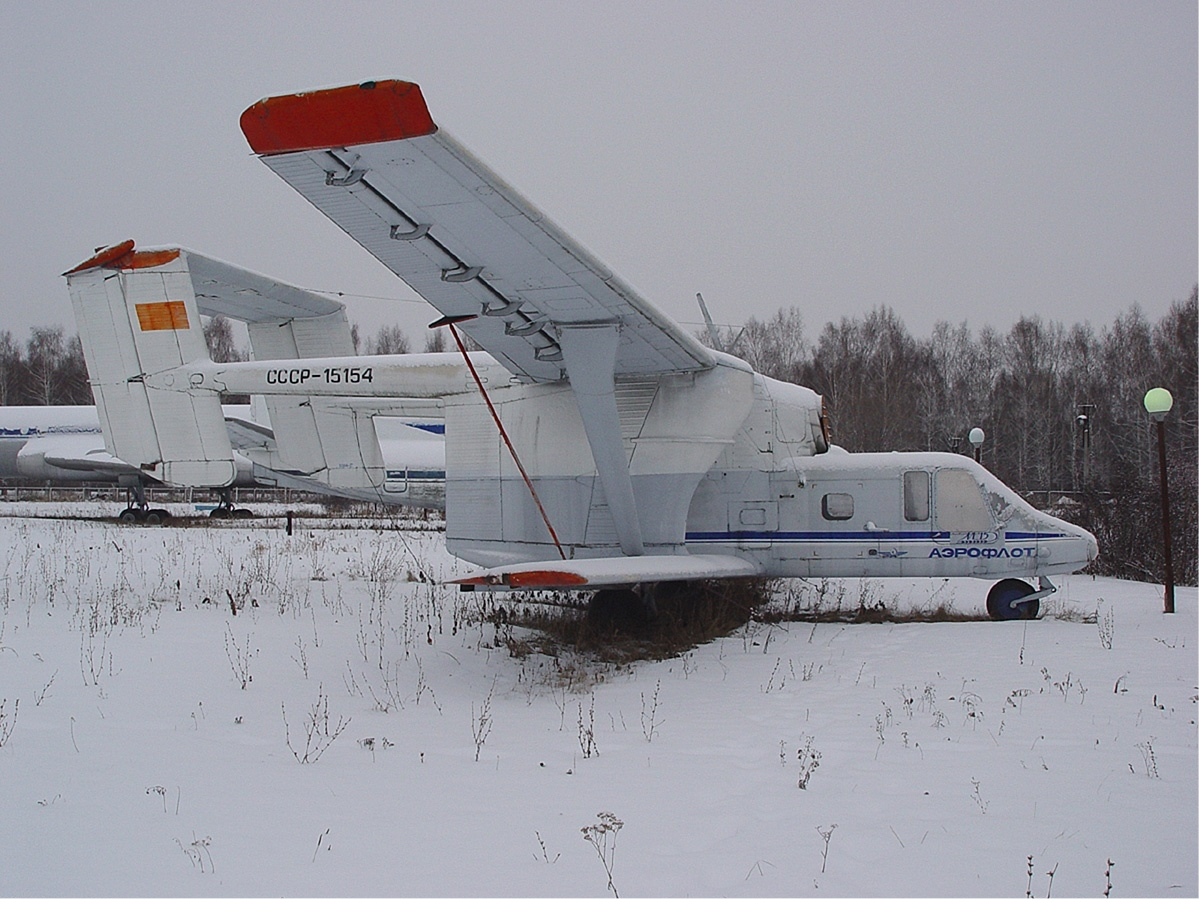
M-15 w barwach Aerofłotu

Pomysłodawcą samolotu był radziecki inżynier Riamir Izmajłow. Samolot został skonstruowany na zamówienie ZSRR w celu zastąpienia dotychczas stosowanych samolotów rolniczych An-2SCh i An-2R przez nowocześniejszą konstrukcję, która byłaby wydajniejsza w eksploatacji, mając większy udźwig i nowocześniejszą aparaturę rolniczą. Jako napęd samolotu określono silnik dwuprzepływowy AI-25 (stosowany w samolotach Jak-40). 
W ramach podziału ról w RWPG polski przemysł lotniczy miał się specjalizować m.in. w samolotach rolniczych, więc skonstruowanie nowego samolotu zlecono zakładom WSK-Mielec. Zakłady te były już głównym licencyjnym producentem samolotów rolniczych An-2R, eksportowanych do ZSRR. Projekt nowego samolotu opracowany został we współpracy z inżynierami radzieckimi, oddelegowanymi w tym celu do Mielca. Szefem obu biur konstrukcyjnych był inż. Izmaiłow, z polskiej strony inż. Kazimierz Gocyła.  
W celu zbadania niespotykanych dotąd problemów związanych z zabudową silnika odrzutowego w wolno latającym samolocie rolniczym w 1972 w Instytucie Lotnictwa w Warszawie zbudowano najpierw samolot doświadczalny Lala-1 (nazwa była skrótem od: Latające laboratorium) oblatany 10 lutego 1972 przez Andrzeja Abłamowicza. Wykorzystywał on przednią część kadłuba z silnikiem i skrzydłami od samolotu An-2, natomiast cała tylna część została zastąpiona kratownicą w układzie dwubelkowym z usterzeniem i silnikiem dwuprzepływowym  AI-25 o ciągu 1470 daN (1500 kg) w tyle kadłuba. Samolot miał ponadto aparaturę agrolotniczą do rozpylania chemikaliów. 
Doświadczenia z testów samolotu Lala-1 wykorzystano przy konstruowaniu nowego samolotu, którego pierwszy eksperymentalny prototyp oznaczony LLM-15 (również od Latające laboratorium) oblatano 30 maja 1973. Samolot w tej wersji wykorzystywał skrzydło od samolotu An-14 „Pszczółka”. Prototyp ostatecznego wariantu M-15 oblatano 9 stycznia 1974. Przez następne kilka lat trwały próby prototypów i samolotów pierwszej serii zakończone certyfikowaniem go w ZSRR dopiero 4 kwietnia 1979 po dwóch latach eksploatacji. 
Produkcję seryjną samolotu rozpoczęto w 1976 roku. Władze rolnictwa ZSRR planowały początkowo zamówić 3000 samolotów tego typu, lecz okazało się, że eksploatacja dostarczonych samolotów nie spełnia pokładanych w nich nadziei. Mimo przyjemnych właściwości pilotażowych samolot był niebezpieczny w użytkowaniu z uwagi na charakterystykę reakcji na zwiększenie ciągu (kilkanaście sekund, a nie 2–3 sekundy jak w przypadku silnika tłokowego) – co jest konieczne dla ominięcia przeszkód terenowych. Dodatkowo wysokie i opływowo wkomponowane zbiorniki na chemikalia miały długi czas awaryjnego zrzutu ładunku, co potęgowało ryzyko lotów agrolotniczych na tym samolocie. Istotna była też symetria zrzutu awaryjnego chemikaliów z obu zbiorników – aby zachować stateczność poprzeczną – co sprawdzano w czasie badań w locie.
Ostatecznym ciosem stała się wysoka cena ropy naftowej po kryzysie na Bliskim Wschodzie po 1973 roku. Samolot spalał ok. 550–600 litrów paliwa na godzinę lotu (przykładowo PZL M18 Dromader spalał 160, a An-2 175). Produkcję zakończono w 1981 po dostarczeniu – według różnych źródeł – od 120 do 175 samolotów.
Według Tadeusza Sołtyka koncepcja odrzutowego dwupłata była błędna od początku. Samoloty rolnicze latają wolno ze względu na wykonywane zadania, a silniki odrzutowe są ekonomiczne przy locie z dużymi prędkościami: przy niskich prędkościach zużywają ok. cztery razy więcej paliwa od tłokowych. Dwupłaty mają większy opór czołowy, co pogarsza ich ekonomiczność. W przypadku „Belfegora” opory dodatkowo zwiększały stójki-zbiorniki na chemikalia. Te same zbiorniki poważnie zmniejszały stateczność poprzeczną, co zmniejszało zwrotność samolotu – jedną z nielicznych zalet dwupłatów i ważną cechę dla samolotu rolniczego, który często musi manewrować wokół drzew, zabudowań itp..

### Problemy
W trakcie badań samolotu stwierdzono zbyt małą wytrzymałość konstrukcyjną. Początkowo ograniczono prędkość maksymalną do 130 km/h zaś przy prędkości 110 km/h występowało przeciągnięcie. Spowodowało to konieczność wzmocnienia konstrukcji. W efekcie tego wzrosła masa samolotu a tym samym wzrosło wydatnie obciążenie powierzchni. W efekcie tego wzrosła prędkość minimalna a tym samym długość startu i lądowania. W konsekwencji niezbędne było zastosowanie wydajnych klap. W ZSRR wydarzył się jeden wypadek, gdy pilot zapomniał wysunąć klapy do startu i rozbił się, nie mogąc wystartować (zbyt mała siła nośna). Silnik umieszczony nad kabiną wybudował się i ją zniszczył (zgniótł). Pilot zmarł z odniesionych obrażeń. Był to jedyny wypadek śmiertelny w użytkowaniu tego samolotu. Nawozy do pneumatycznego rozrzutu musiały być suche i niezbrylone – co było rzadkością w ówczesnym ZSRR.  

### Opis samolotu
Samolot rolniczy w układzie dwubelkowego dwupłata o konstrukcji metalowej (część dolnego skrzydła i zbiorniki chemikaliów wykonane z laminatu epoksydowego w celu uniknięcia korozji). W górnej części kadłuba nad kabiną załogi znajduje się oprofilowana gondola silnika dwuprzepływowego. Z konturu zewnętrznego silnika było pobierane powietrze (dwa upusty) do systemu rozprowadzania nawozów. Dolny płat przymocowany do spodu kadłuba, a górny do wierzchu gondoli silnikowej. Oba płaty połączone są grubymi pylonami, mieszczącymi zbiorniki chemikaliów, i dwoma zastrzałami. Pylony przechodzą w dwie belki ogonowe zakończone podwójnym usterzeniem połączonym statecznikiem poziomym. Podwozie samolotu stałe, trójpodporowe, z kołami pojedynczymi. Zbiorniki paliwa w górnym płacie. Załogę stanowił 1 pilot; na czas przebazowania (bez ładunku chemikaliów) można było zabrać w razie potrzeby do kabiny dwóch techników (mechaników naziemnych jako pasażerów).
Samolot miał wbudowane dwa zbiorniki na chemikalia o pojemności po 1450 l (łącznie 2900 l lub 2200 kg). Wyposażony był w aparaturę do oprysków w postaci rur pod dolnymi skrzydłami lub alternatywnie w aparaturę rozpylającą proszki i granulaty. Aparatura napędzana była sprężonym powietrzem pobieranym od konturu zewnętrznego silnika dwuprzepływowego. Maksymalna wydajność opryskiwania 25 l/s, a szerokość opryskiwanego pasa – 40 m.

## Dane
- obciążenie powierzchni: max 83,7 kg/m²